# NGC 593
NGC 593 est une galaxie lenticulaire barrée vue par la tranche et située dans la constellation de la Baleine. NGC 593 a été découverte par l'astronome français Édouard Stephan en 1882.

## Caractéristiques
Sa vitesse par rapport au fond diffus cosmologique est de 4 900 ± 49 km/s, ce qui correspond à une distance de Hubble de 72,3 ± 5,1 Mpc (∼236 millions d'al).